# Ansemburg
Ansemburg (luxemburgisch Aansebuergⓘ; französisch Ansembourg) ist eine Ortschaft in der Gemeinde Helperknapp, Kanton Mersch, im Großherzogtum Luxemburg.  

## Lage
Ansemburg liegt im Tal der Eisch, einem Nebenfluss der Alzette. Nachbarorte sind im Nordosten Hollenfels, im Süden Dondelingen und im Westen Bour.

## Allgemeines
Der Ort ist ein kleines ländlich geprägtes Dorf und hat seinen Namen von der über dem Ort gelegenen Burg Ansemburg. Die heutige Burganlage stammt im Kern aus dem 12. Jahrhundert und wurde 1135 erstmals urkundlich erwähnt. Neben der Burg ist das Schloss Ansemburg die zweite große Sehenswürdigkeit der kleinen Ortschaft. Das Schloss wurde zwischen 1639 und 1647 im Stil des Barock erbaut. In der Ortsmitte befindet sich eine kleine Kapelle, die der Trösterin der Betrübten geweiht und 1671 erbaut worden ist. 

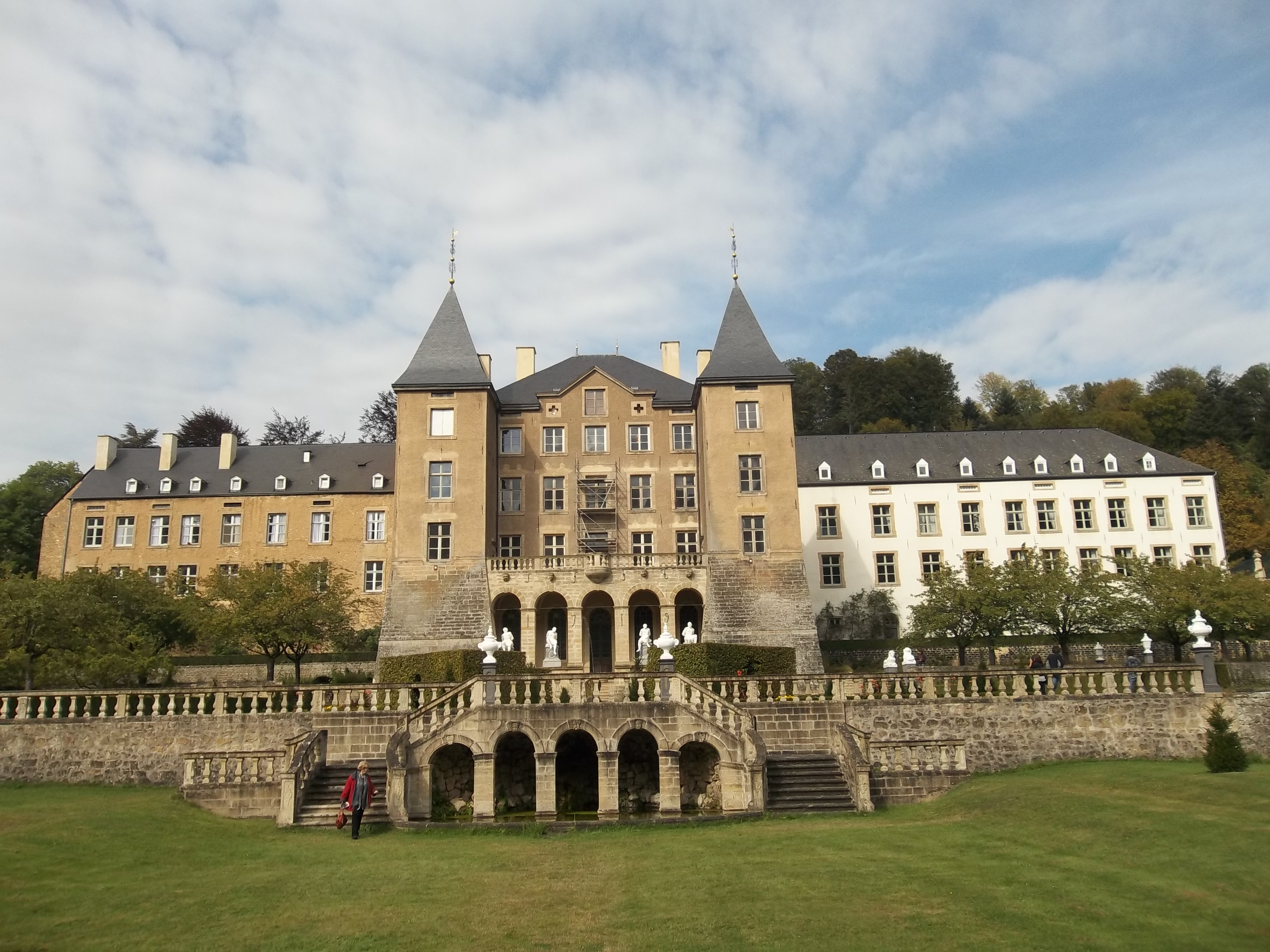
Schloss Ansemburg
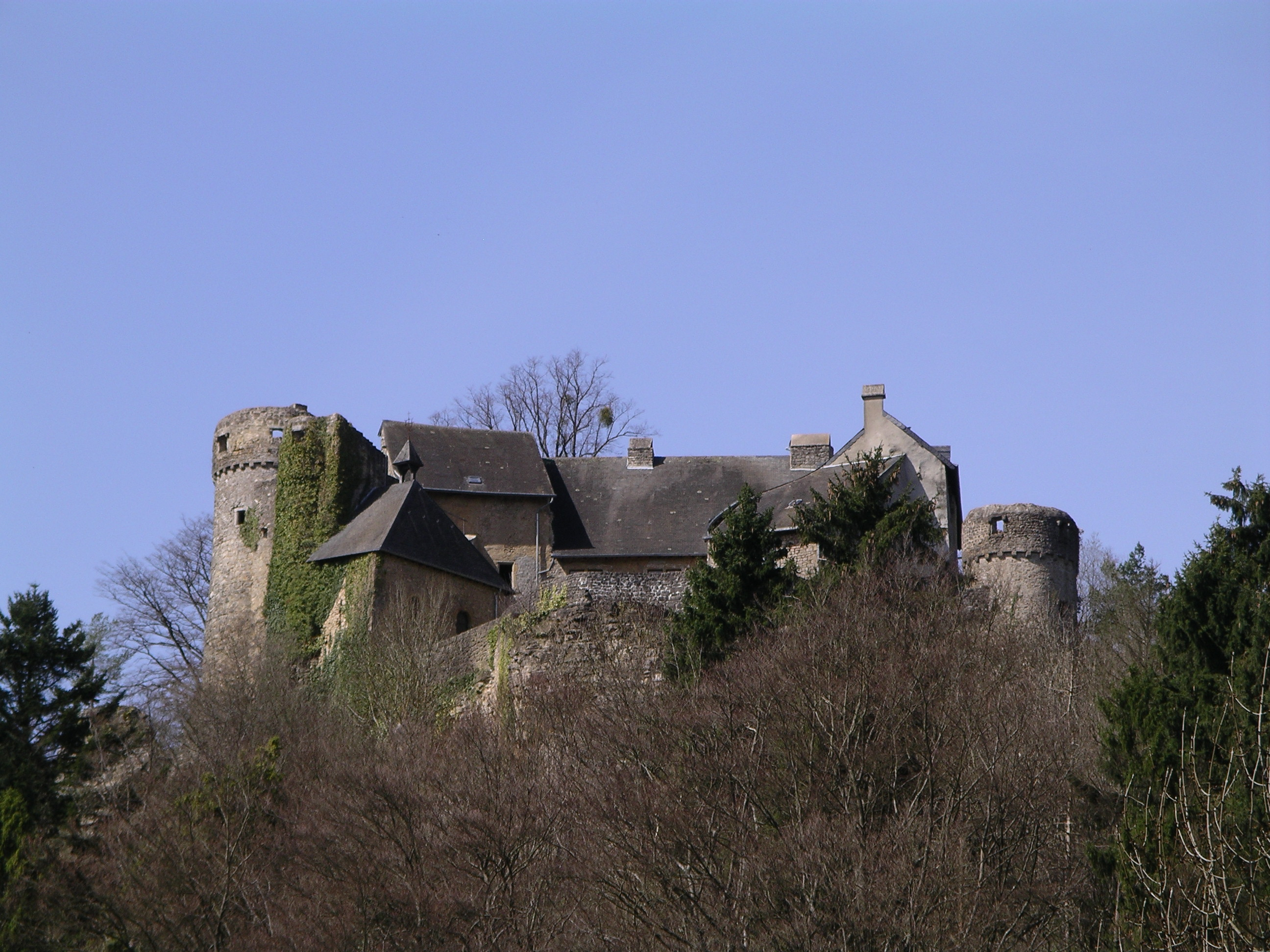
Burg Ansemburg
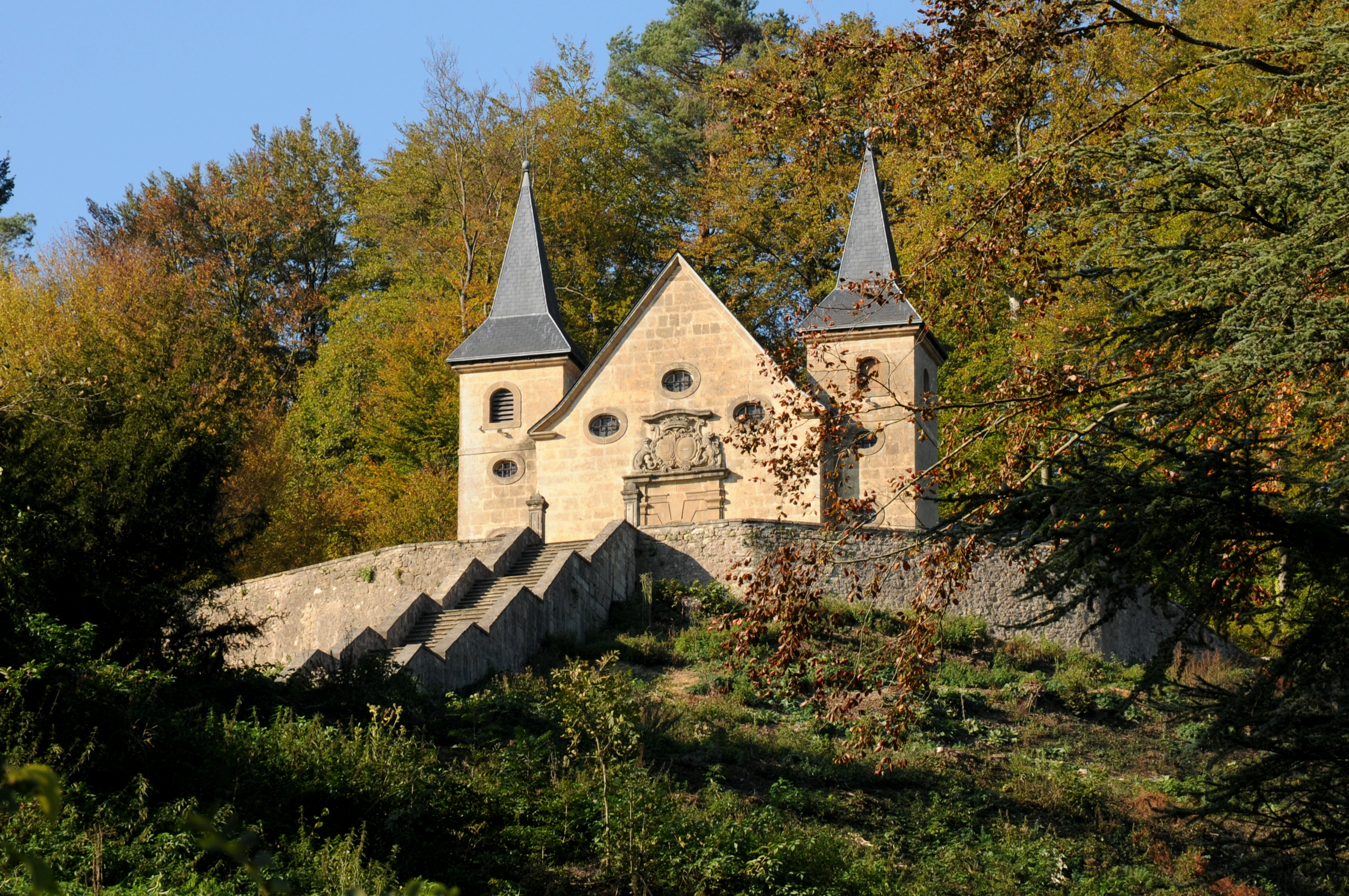
Privatkapelle Mont Marie
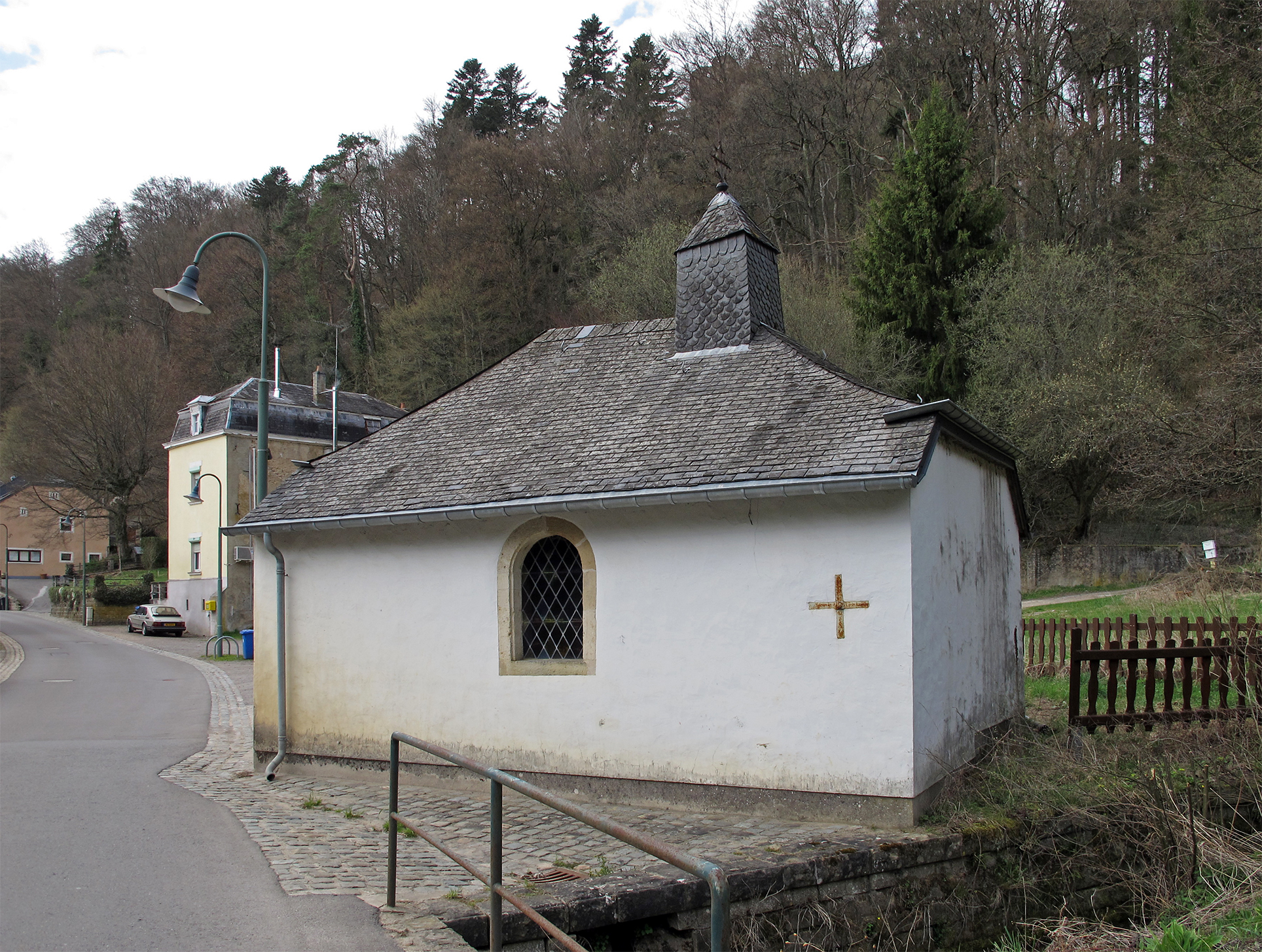
Dorfkapelle zur Trösterin der Betrübten
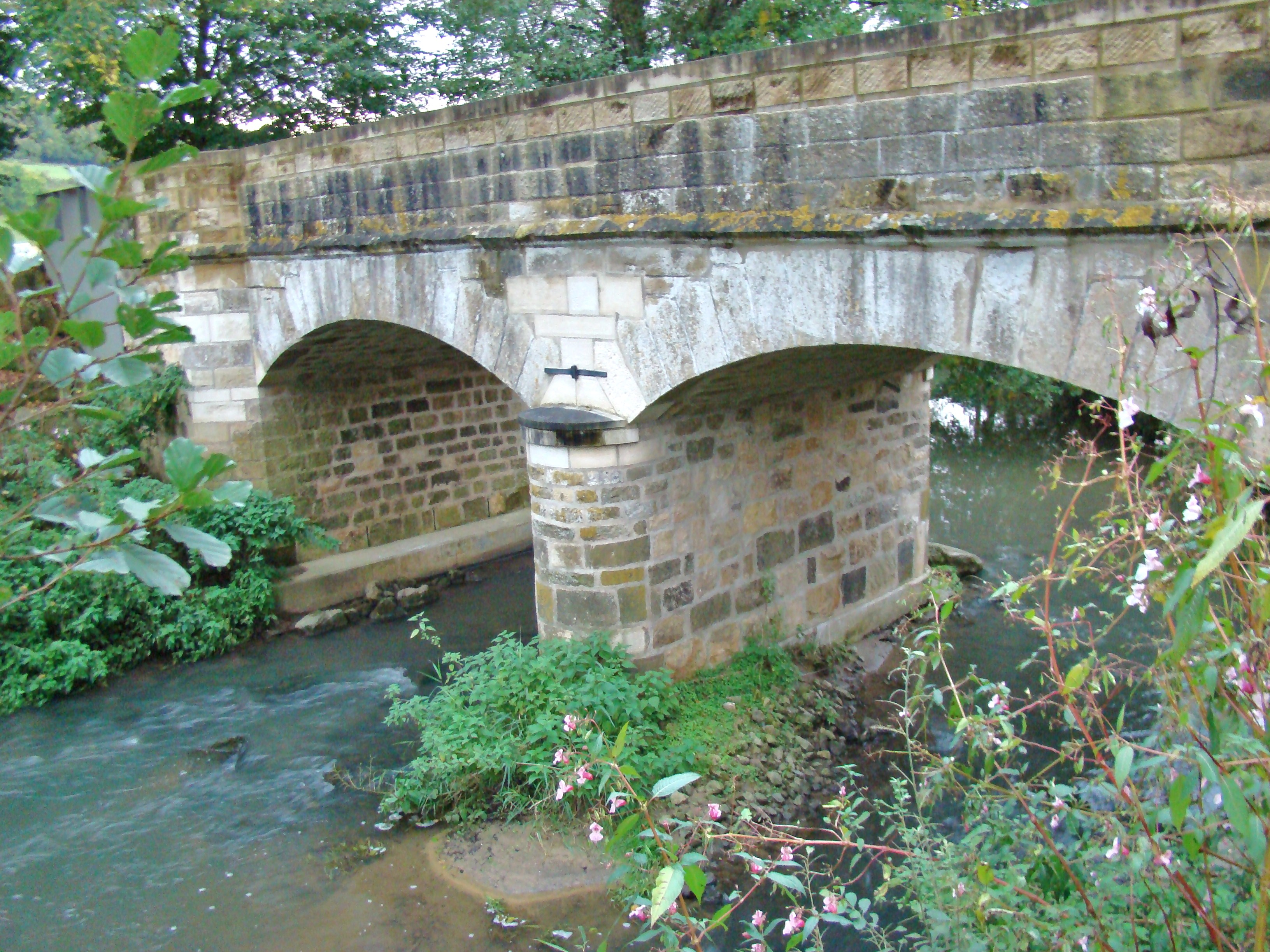
Brücke über die Eisch